# Special Ed
Special Ed (nacido como Edward Archer; Brooklyn, Nueva York; 16 de mayo de 1972) es un rapero estadounidense.
Probablemente el rapero sea más conocido por el tema "I Got It Made", producido por "Hitman" Howie Tee y lanzado en 1989 cuando Ed tenía 16 años.
Miembro de Crooklyn Dodgers, un grupo que grabó únicamente para las películas Clockers y Crooklyn de Spike Lee, y que apareció con la canción "Crooklyn" con Shillz en el álbum compilación MuskaBeatz.
Snoop Dogg ha nombrado a Special Ed como una de sus primeras influencias musicales. DJ Premier produjo un remiz de su tema "Freaky Flow".